# Eoplesiosaurus

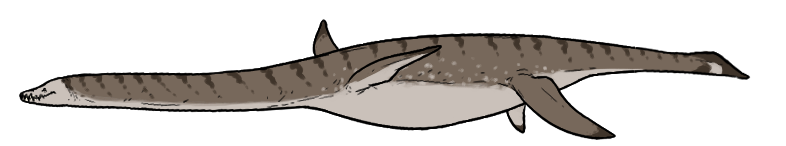
Eoplesiosaurus antiquior

Eoplesiosaurus antiquior is een lid van de Plesiosauria dat tijdens de vroege Jura leefde in het gebied van het huidige Engeland.

## Naamgeving
In een steengroeve bij Street in Somerset werden in de negentiende eeuw vijfentwintig skeletten van kleine plesiosauriërs gevonden. Die werden grotendeels toegewezen aan Thalassiodracon hawkinsii. In de eenentwintigste eeuw werd onderkend dat daarmee geen recht gedaan werd aan een grotere variatie aan soorten. Drie nieuwe soorten werden benoemd, een daarvan op grond van een vondst uit iets oudere lagen van het nabijgelegen Watchet. Dit exemplaar moet nog voor 1850 zijn geborgen. De twee andere soorten zijn Avalonnectes en Stratesaurus.
In 2012 werd de typesoort Eoplesiosaurus antiquior benoemd en beschreven door Roger Benjamin James Benson, Mark Evans en Patrick Scott Druckenmiller. De geslachtsnaam combineert het Grieks èoos, "dageraad", een verwijzing naar de hoge geologische ouderdom, met de naam van het geslacht Plesiosaurus. Dat laatste is niet simpelweg een uitdrukking dat het om een plesiosauriër gaat maar verwijst naar de speciaal lange nek die met dat geslacht gedeeld wordt. De soortaanduiding betekent "de oudere" in het Latijn en verwijst opnieuw naar de ouderdom, als oudste bekende lid van de Plesiosauroidea maar ook naar  Duria Antiquior, de allereerste illustratie van een uitgestorven levensgemeenschap. De naam werd gepubliceerd in een elektronisch tijdschrift en zou naar de toenmalige regels niet geldig zijn geweest. Ten onrechte werd gemeend dat dit ondervangen kon worden door de optie tegen betaling een kopie te laten afdrukken en verzenden. Naar huidige normen volstaan in de Zoobank geregistreerde Life Science Identifiers. Die zijn 38145ACA-ECE1-4450-BEDD-76DABB807E69 voor het geslacht en 4FE5EE6F-6BCF-453C-B224-51377E656134 voor de soort.

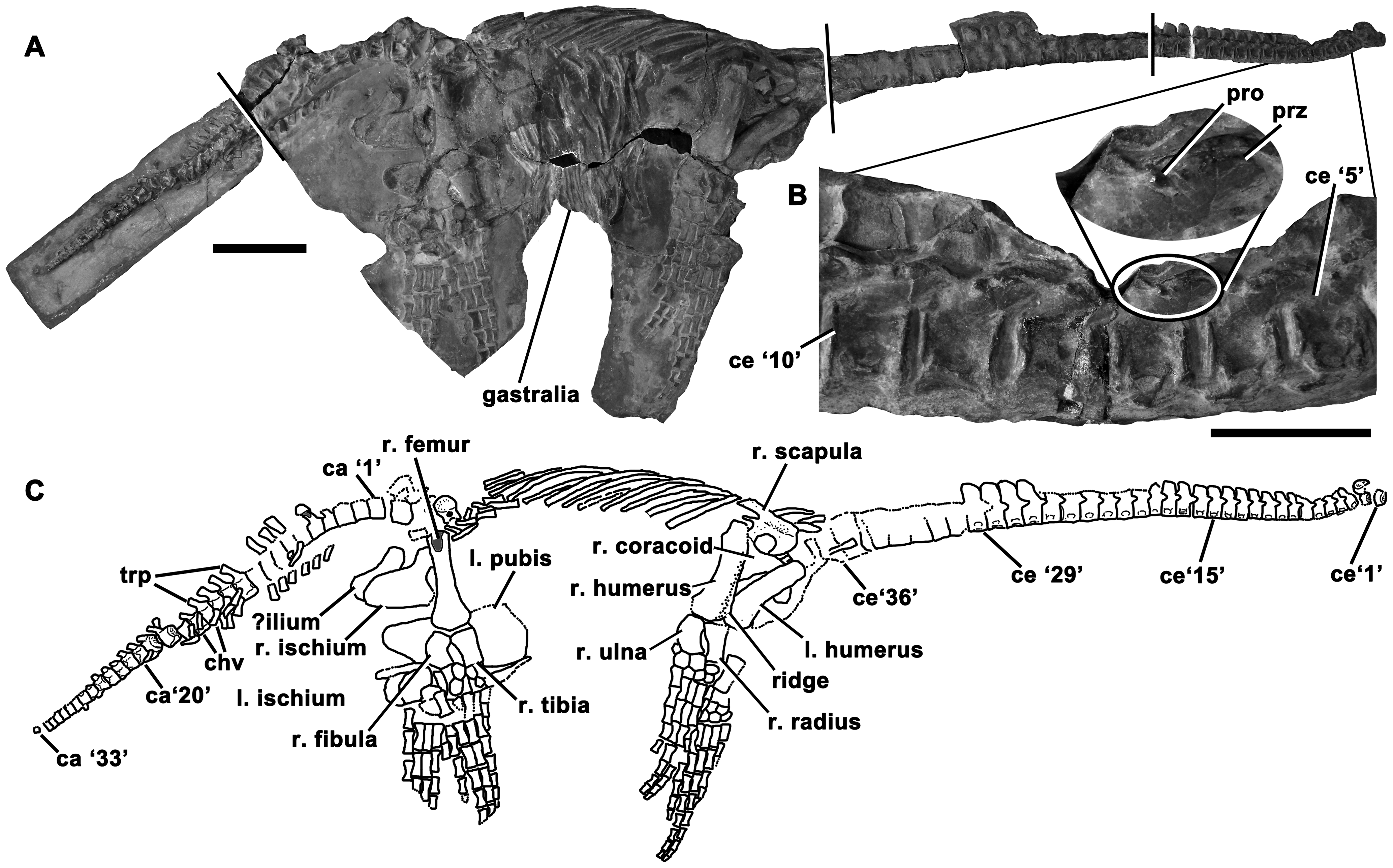
Het holotype

Het holotype, TTNCM 8348, is gevonden in een laag die dateert uit het onderste Hettangien. Het bestaat uit een skelet zonder schedel. Het postcraniaal skelet ligt grotendeels in anatomisch verband en is vrijwel compleet op de voorste twee halswervels na en de staartpunt na de drieëndertigste staartwervel. Het maakt deel uit van de collectie van het Somerset County Museum, Taunton. Het werd door het museum in 1852 verworven toen de collectie van de in 1850 overleden dominee David Williams aangekocht werd. Die had op zijn beurt het stuk mogelijkerwijs na 1841 gekocht, het jaar waarin Robert Bartlett in een gedwongen verkoop de collectie van de chirurg Henry Ball overnam, waarin zich een zeldzame plesiosauriër bevond. Charles Moore maakte, wellicht al in 1852, een afgietsel van het specimen, welke kopie uiteindelijk terecht kwam in de Bath Royal Literary and Scientific Institution. Op foto's is te zien dat deze kopie van een schedel voorzien was maar of dit een echt afgietsel was, kan niet meer worden nagegaan omdat de collectie daar verspreid raakte en de plesiosauriër in 2016 nog niet was teruggevonden. Intussen werd het authentieke stuk door het Taunton museum ingelijst tentoongesteld maar werd tegen 1937 ontmanteld. Het werd in de jaren zeventig en tachtig van de twintigste eeuw geleidelijk gerestaureerd en was in 1995 als een geheel tentoongesteld.

## Beschrijving

Groottevergelijking met een mens

Eoplesiosaurus is ongeveer drie meter lang.
De beschrijvers gaven twee onderscheidende kenmerken aan. De nek telt het hoge aantal van achtendertig halswervels (Thalassiodracon hawkinsii heeft er eenendertig) en is daarmee ruim een vijfde langer dan de romp. Een expliciete autapomorfie, unieke afgeleide eigenschap, is dat bij de voorste halswervels de voorste gewrichtsuitsteeksels kleine kegelvormige zijwaartse (in plaats van achterwaartse) uitsteeksels op de bases dragen.
De ribfacetten van de halswervels zijn in tweeën verdeeld door een smalle horizontale groeve. Alleen bij de voorste twaalf halswervels krommen de doornuitsteeksels schuin naar boven en achteren. Het aantal staartwervels is lastig te determineren daar de voorste in feite sacrale wervels kunnen zijn; onvolledige preparering maakt het onmogelijk dit te bepalen. De middelste staartwervels hebben opvallende chevronfacetten op de achterrand.
Het onderste uiteinde van het schouderblad mist een verlenging naar beenden toe. Het opperarmbeen kromt naar beneden en achteren. Op de voorzijde van het opperarmbeen is een opvallende lengterichel aanwezig. Het schaambeen is ongeveer even lang van voor naar achter als overdwars breed.

## Fylogenie
Een kladistische analyse in het beschrijvende artikel vond Eoplesiosaurus als het meest basale lid van de Plesiosauroidea zoals getoond in het volgende kladogram:
|  | Microcleididae                                                                        |
|  |                                                                                       |
|  | \| \| Plesiopterys wildi \| \| \| \| \| \| Elasmosauridae en Cryptoclidia \| \| \| \| |
|  |                                                                                       |
|  | Plesiopterys wildi                                                                    |
|  |                                                                                       |
|  | Elasmosauridae en Cryptoclidia                                                        |
|  |                                                                                       |

|  | Plesiopterys wildi             |
|  |                                |
|  | Elasmosauridae en Cryptoclidia |
|  |                                |

|  | Microcleididae                                                                        |
|  |                                                                                       |
|  | \| \| Plesiopterys wildi \| \| \| \| \| \| Elasmosauridae en Cryptoclidia \| \| \| \| |
|  |                                                                                       |
|  | Plesiopterys wildi                                                                    |
|  |                                                                                       |
|  | Elasmosauridae en Cryptoclidia                                                        |
|  |                                                                                       |

|  | Plesiopterys wildi             |
|  |                                |
|  | Elasmosauridae en Cryptoclidia |
|  |                                |

|  | Microcleididae                                                                        |
|  |                                                                                       |
|  | \| \| Plesiopterys wildi \| \| \| \| \| \| Elasmosauridae en Cryptoclidia \| \| \| \| |
|  |                                                                                       |
|  | Plesiopterys wildi                                                                    |
|  |                                                                                       |
|  | Elasmosauridae en Cryptoclidia                                                        |
|  |                                                                                       |

|  | Plesiopterys wildi             |
|  |                                |
|  | Elasmosauridae en Cryptoclidia |
|  |                                |

|  | Microcleididae                                                                        |
|  |                                                                                       |
|  | \| \| Plesiopterys wildi \| \| \| \| \| \| Elasmosauridae en Cryptoclidia \| \| \| \| |
|  |                                                                                       |
|  | Plesiopterys wildi                                                                    |
|  |                                                                                       |
|  | Elasmosauridae en Cryptoclidia                                                        |
|  |                                                                                       |

|  | Plesiopterys wildi             |
|  |                                |
|  | Elasmosauridae en Cryptoclidia |
|  |                                |

|  | Microcleididae                                                                        |
|  |                                                                                       |
|  | \| \| Plesiopterys wildi \| \| \| \| \| \| Elasmosauridae en Cryptoclidia \| \| \| \| |
|  |                                                                                       |
|  | Plesiopterys wildi                                                                    |
|  |                                                                                       |
|  | Elasmosauridae en Cryptoclidia                                                        |
|  |                                                                                       |

|  | Plesiopterys wildi             |
|  |                                |
|  | Elasmosauridae en Cryptoclidia |
|  |                                |

|  | Microcleididae                                                                        |
|  |                                                                                       |
|  | \| \| Plesiopterys wildi \| \| \| \| \| \| Elasmosauridae en Cryptoclidia \| \| \| \| |
|  |                                                                                       |
|  | Plesiopterys wildi                                                                    |
|  |                                                                                       |
|  | Elasmosauridae en Cryptoclidia                                                        |
|  |                                                                                       |

|  | Plesiopterys wildi             |
|  |                                |
|  | Elasmosauridae en Cryptoclidia |
|  |                                |

|  | Microcleididae                                                                        |
|  |                                                                                       |
|  | \| \| Plesiopterys wildi \| \| \| \| \| \| Elasmosauridae en Cryptoclidia \| \| \| \| |
|  |                                                                                       |
|  | Plesiopterys wildi                                                                    |
|  |                                                                                       |
|  | Elasmosauridae en Cryptoclidia                                                        |
|  |                                                                                       |

|  | Plesiopterys wildi             |
|  |                                |
|  | Elasmosauridae en Cryptoclidia |
|  |                                |

|  | Microcleididae                                                                        |
|  |                                                                                       |
|  | \| \| Plesiopterys wildi \| \| \| \| \| \| Elasmosauridae en Cryptoclidia \| \| \| \| |
|  |                                                                                       |
|  | Plesiopterys wildi                                                                    |
|  |                                                                                       |
|  | Elasmosauridae en Cryptoclidia                                                        |
|  |                                                                                       |

|  | Plesiopterys wildi             |
|  |                                |
|  | Elasmosauridae en Cryptoclidia |
|  |                                |

|  | Microcleididae                                                                        |
|  |                                                                                       |
|  | \| \| Plesiopterys wildi \| \| \| \| \| \| Elasmosauridae en Cryptoclidia \| \| \| \| |
|  |                                                                                       |
|  | Plesiopterys wildi                                                                    |
|  |                                                                                       |
|  | Elasmosauridae en Cryptoclidia                                                        |
|  |                                                                                       |

|  | Plesiopterys wildi             |
|  |                                |
|  | Elasmosauridae en Cryptoclidia |
|  |                                |

|  | Microcleididae                                                                        |
|  |                                                                                       |
|  | \| \| Plesiopterys wildi \| \| \| \| \| \| Elasmosauridae en Cryptoclidia \| \| \| \| |
|  |                                                                                       |
|  | Plesiopterys wildi                                                                    |
|  |                                                                                       |
|  | Elasmosauridae en Cryptoclidia                                                        |
|  |                                                                                       |

|  | Plesiopterys wildi             |
|  |                                |
|  | Elasmosauridae en Cryptoclidia |
|  |                                |

|  | Microcleididae                                                                        |
|  |                                                                                       |
|  | \| \| Plesiopterys wildi \| \| \| \| \| \| Elasmosauridae en Cryptoclidia \| \| \| \| |
|  |                                                                                       |
|  | Plesiopterys wildi                                                                    |
|  |                                                                                       |
|  | Elasmosauridae en Cryptoclidia                                                        |
|  |                                                                                       |

|  | Plesiopterys wildi             |
|  |                                |
|  | Elasmosauridae en Cryptoclidia |
|  |                                |

|  | Microcleididae                                                                        |
|  |                                                                                       |
|  | \| \| Plesiopterys wildi \| \| \| \| \| \| Elasmosauridae en Cryptoclidia \| \| \| \| |
|  |                                                                                       |
|  | Plesiopterys wildi                                                                    |
|  |                                                                                       |
|  | Elasmosauridae en Cryptoclidia                                                        |
|  |                                                                                       |

|  | Plesiopterys wildi             |
|  |                                |
|  | Elasmosauridae en Cryptoclidia |
|  |                                |

|  | Microcleididae                                                                        |
|  |                                                                                       |
|  | \| \| Plesiopterys wildi \| \| \| \| \| \| Elasmosauridae en Cryptoclidia \| \| \| \| |
|  |                                                                                       |
|  | Plesiopterys wildi                                                                    |
|  |                                                                                       |
|  | Elasmosauridae en Cryptoclidia                                                        |
|  |                                                                                       |

|  | Plesiopterys wildi             |
|  |                                |
|  | Elasmosauridae en Cryptoclidia |
|  |                                |

|  | Microcleididae                                                                        |
|  |                                                                                       |
|  | \| \| Plesiopterys wildi \| \| \| \| \| \| Elasmosauridae en Cryptoclidia \| \| \| \| |
|  |                                                                                       |
|  | Plesiopterys wildi                                                                    |
|  |                                                                                       |
|  | Elasmosauridae en Cryptoclidia                                                        |
|  |                                                                                       |

|  | Plesiopterys wildi             |
|  |                                |
|  | Elasmosauridae en Cryptoclidia |
|  |                                |

|  | Microcleididae                                                                        |
|  |                                                                                       |
|  | \| \| Plesiopterys wildi \| \| \| \| \| \| Elasmosauridae en Cryptoclidia \| \| \| \| |
|  |                                                                                       |
|  | Plesiopterys wildi                                                                    |
|  |                                                                                       |
|  | Elasmosauridae en Cryptoclidia                                                        |
|  |                                                                                       |

|  | Plesiopterys wildi             |
|  |                                |
|  | Elasmosauridae en Cryptoclidia |
|  |                                |

|  | Microcleididae                                                                        |
|  |                                                                                       |
|  | \| \| Plesiopterys wildi \| \| \| \| \| \| Elasmosauridae en Cryptoclidia \| \| \| \| |
|  |                                                                                       |
|  | Plesiopterys wildi                                                                    |
|  |                                                                                       |
|  | Elasmosauridae en Cryptoclidia                                                        |
|  |                                                                                       |

|  | Plesiopterys wildi             |
|  |                                |
|  | Elasmosauridae en Cryptoclidia |
|  |                                |